# 6世紀

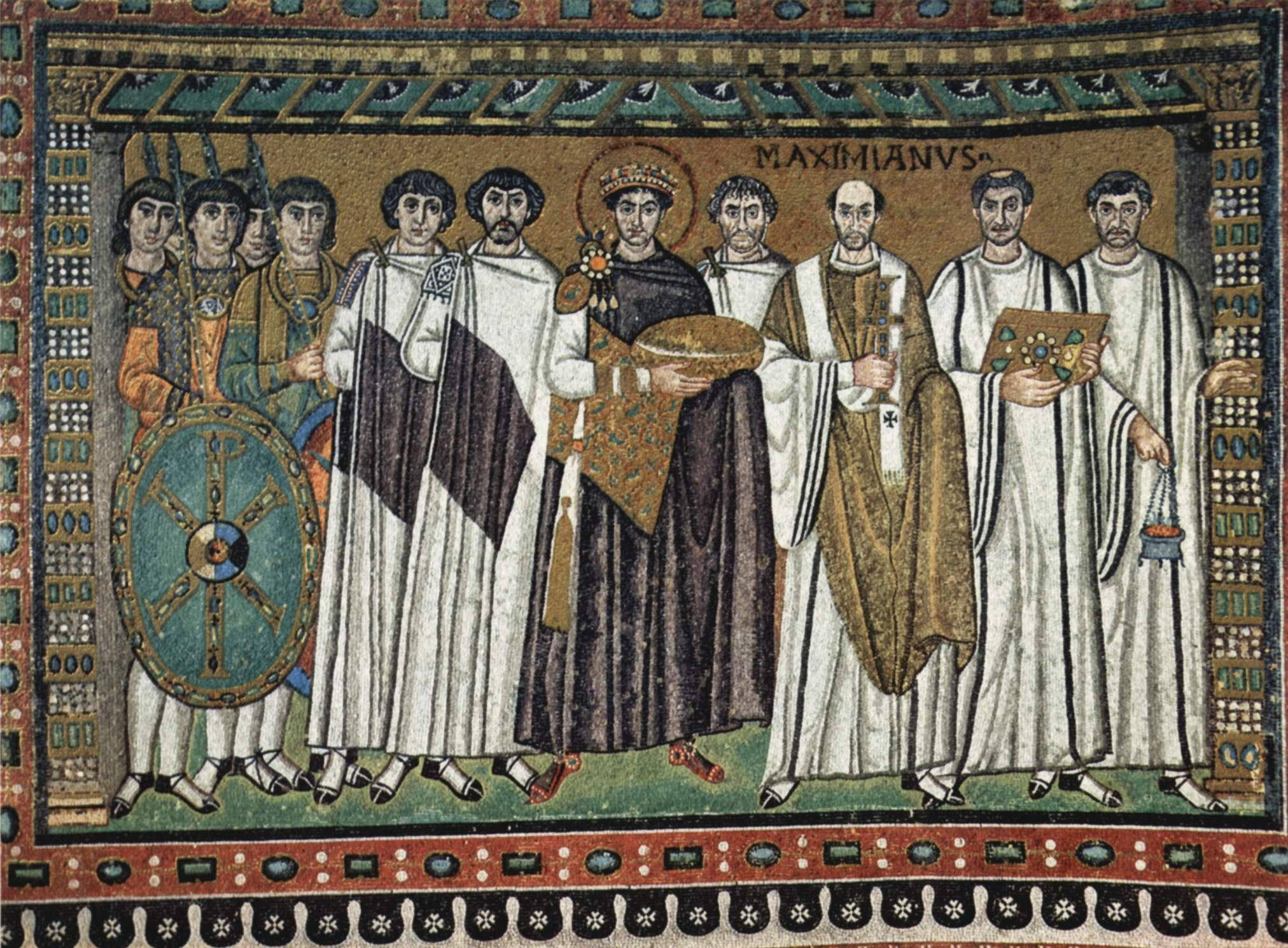
地中海の再統一。ゲルマン系諸国家を滅ぼし、イタリアと北アフリカを回復して、東ローマ帝国の勢威は地中海周辺に轟いた。画像はラヴェンナのサン・ヴィターレ聖堂の東ローマ皇帝ユスティニアヌス1世と随臣のモザイク。

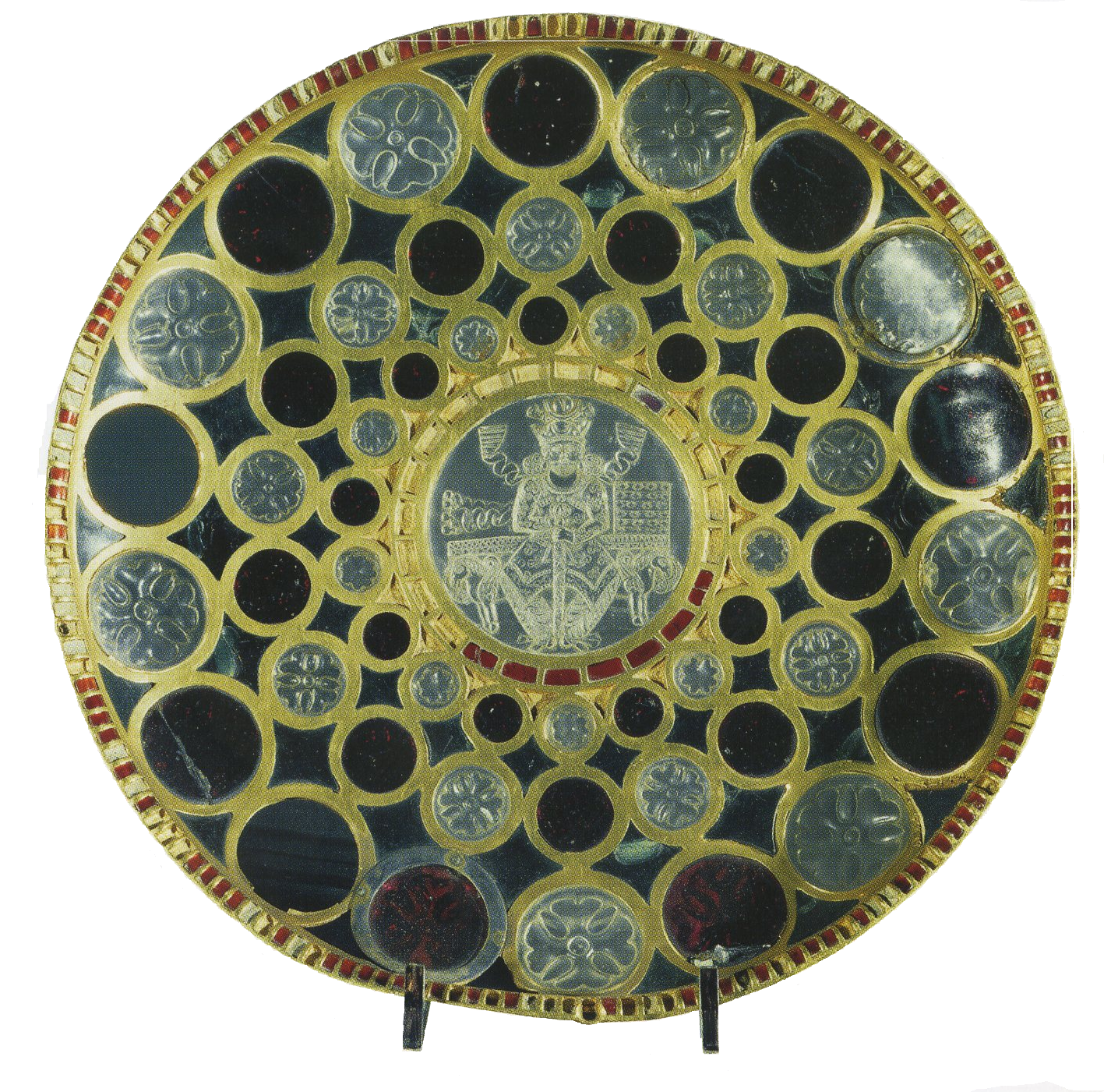
サーサーン朝の栄光。画像はホスロー1世を描いたサーサーン朝時代の大皿で、パリのフランス国立図書館メダル陳列室（コイン・メダル博物館）所蔵のもの。

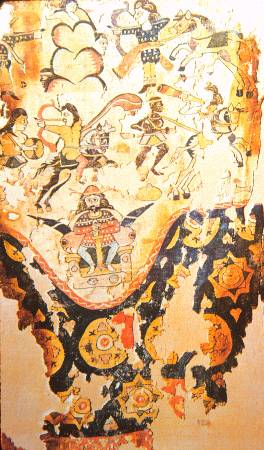
アクスム・ペルシア戦争。東ローマ帝国とサーサーン朝の対立から、紅海周辺の諸国家も複雑な国際関係から紛争に巻き込まれた。画像はイエメンをめぐるエチオピアのアクスム王国とサーサーン朝の衝突を描いたエジプトの毛織物。

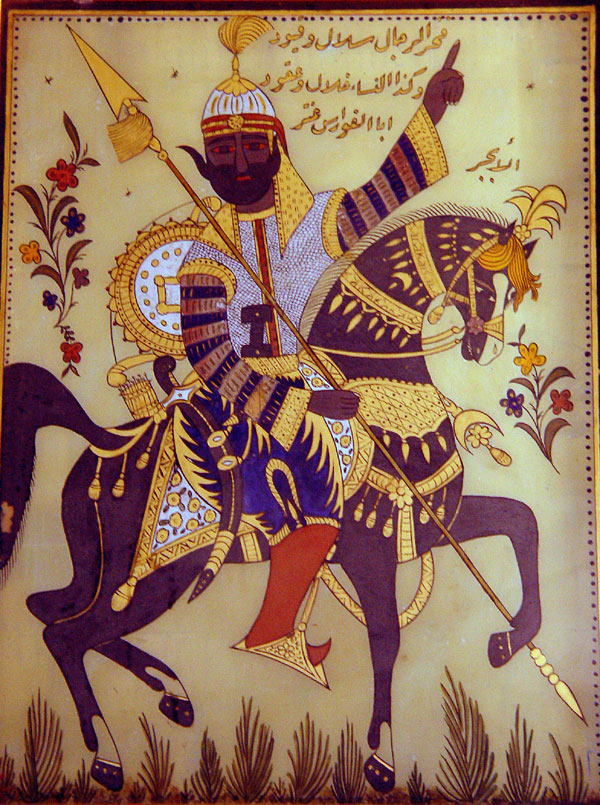
無明時代のアラビア語詩人たち。イスラム教勃興直前のこの時代にアラビアでは優れた詩人たちが活躍した。画像はその代表的な詩人アンタラ・イブン・シャッダードの細密画で、勇猛な戦士の姿で描いている。

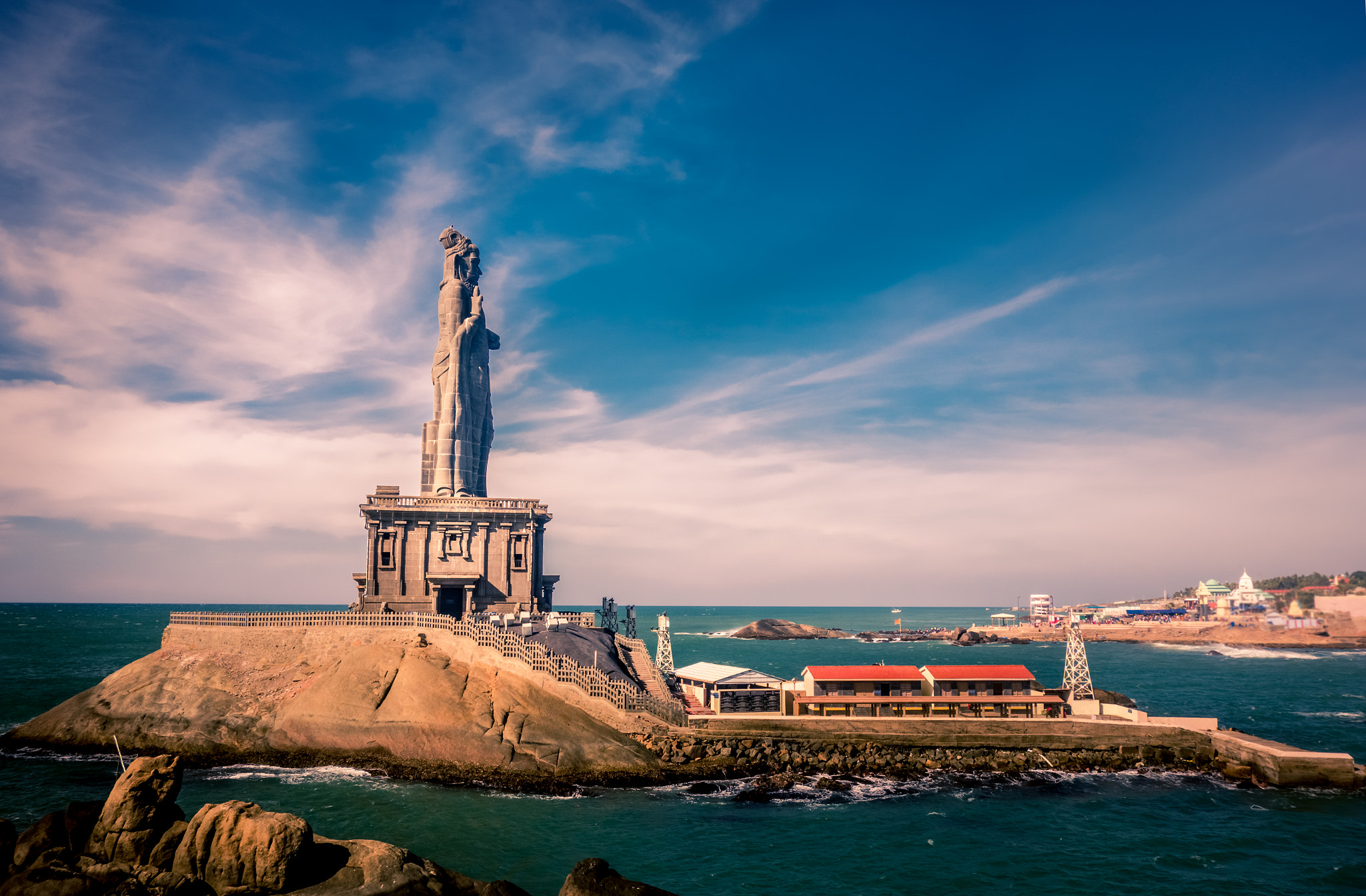
タミル文学の展開。南インドでは紀元前以来の伝統を持つタミル文学が体系化された。画像は
インド南端カンニヤークマリ港に近年建てられた、箴言詩集『ティルックラル』でタミル文学を代表するティルヴァッルヴァルの巨像。

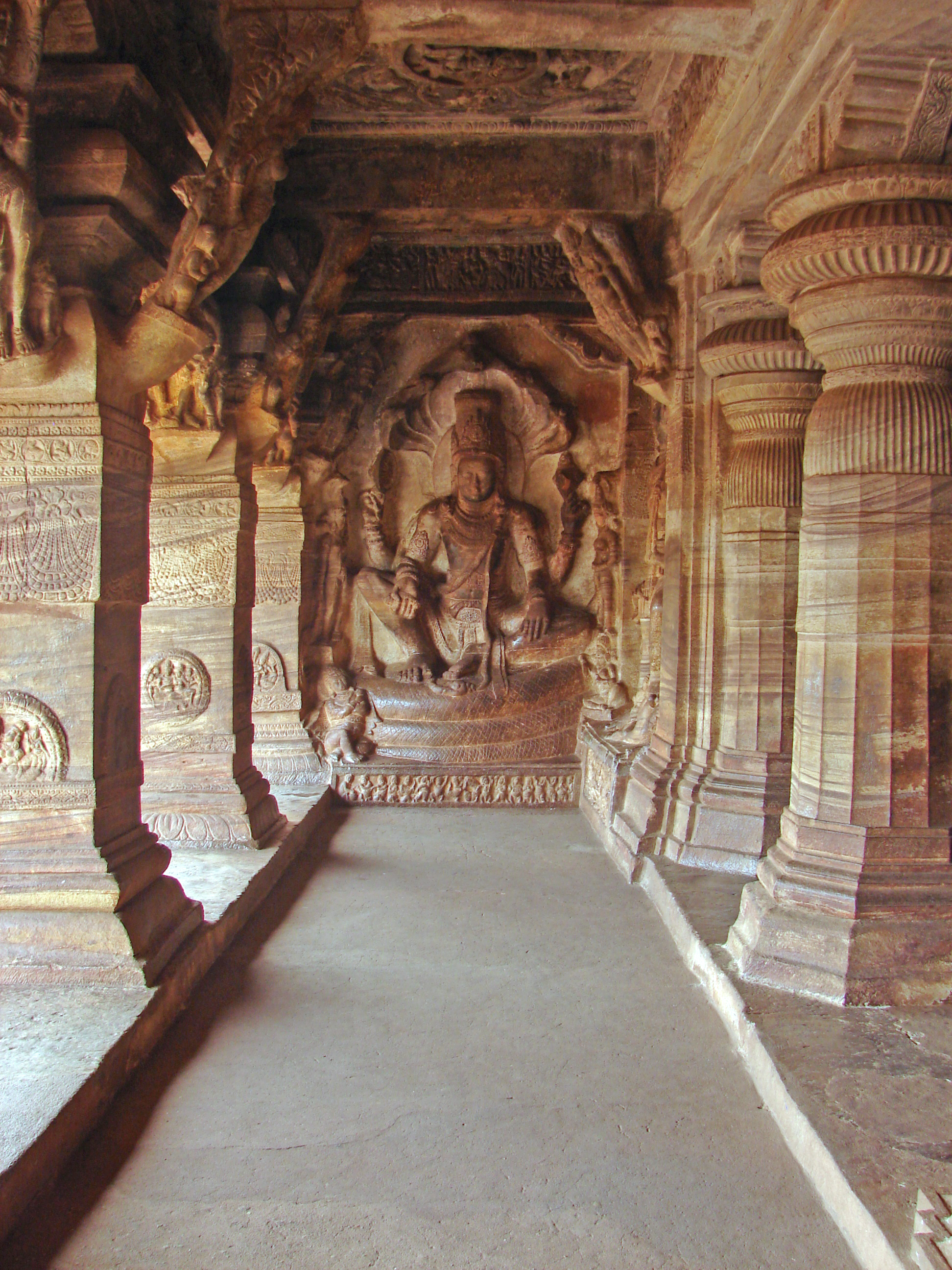
前期チャールキヤ朝。デカン地方から南インドに展開した王朝で都はバーダーミにあった。画像はキールティヴァルマン１世の弟マンガレーシャにより建立されたバーダーミのヒンドゥー教石窟寺院第3窟でヴィシュヌ神の像が安置されている。

禅宗の祖師達磨。仏教の保護者として有名な梁の武帝との問答でも知られるが、経歴に不明な点も多い。画像は雪舟の『慧可断臂図』。

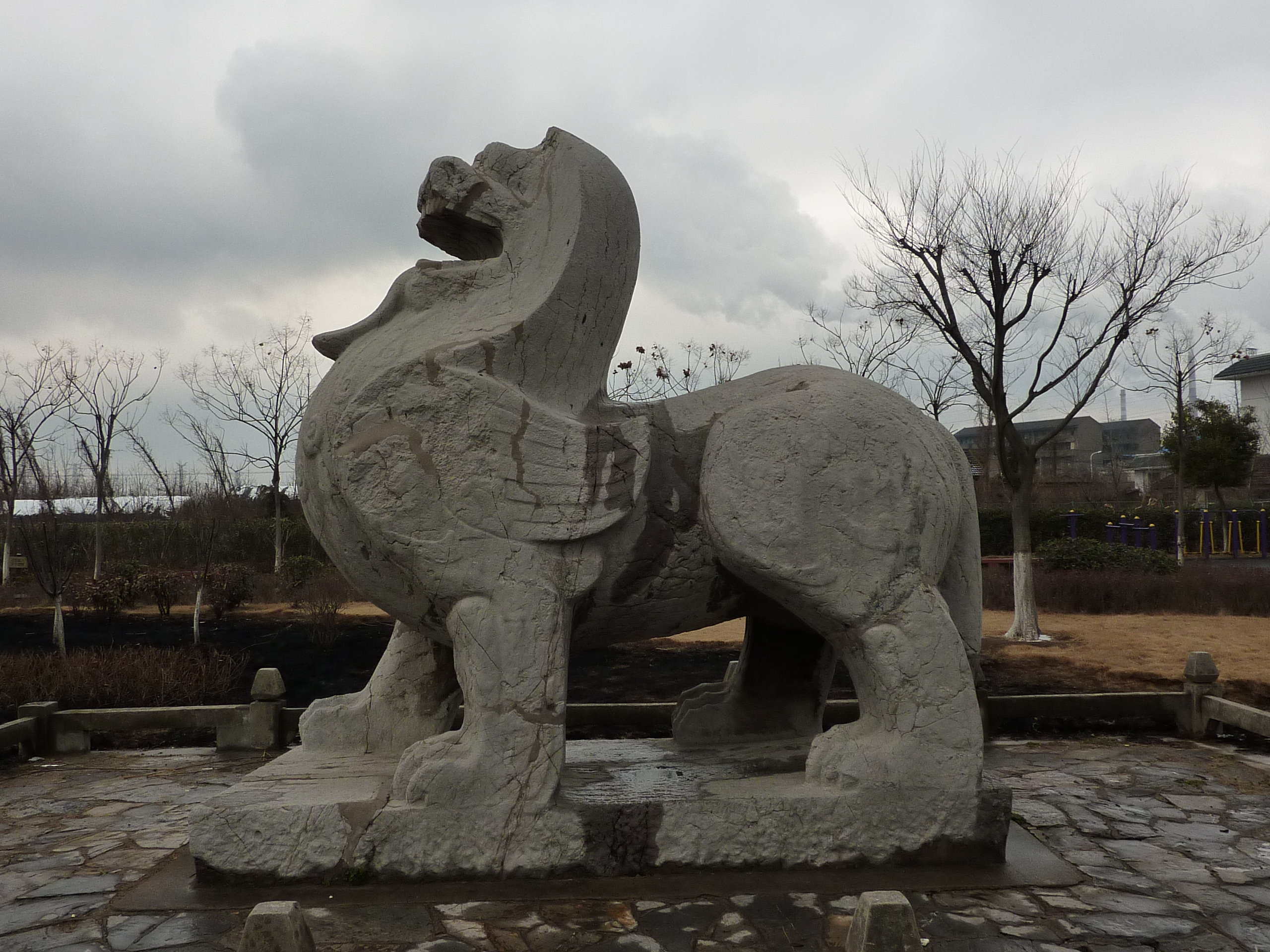
六朝の都建康。現在の南京であるこの地は中国南朝の歴代の都となり、貴族による文化が花開いた。画像は南京にある梁の武帝の異母弟蕭恢の墓を守る辟邪の石刻。

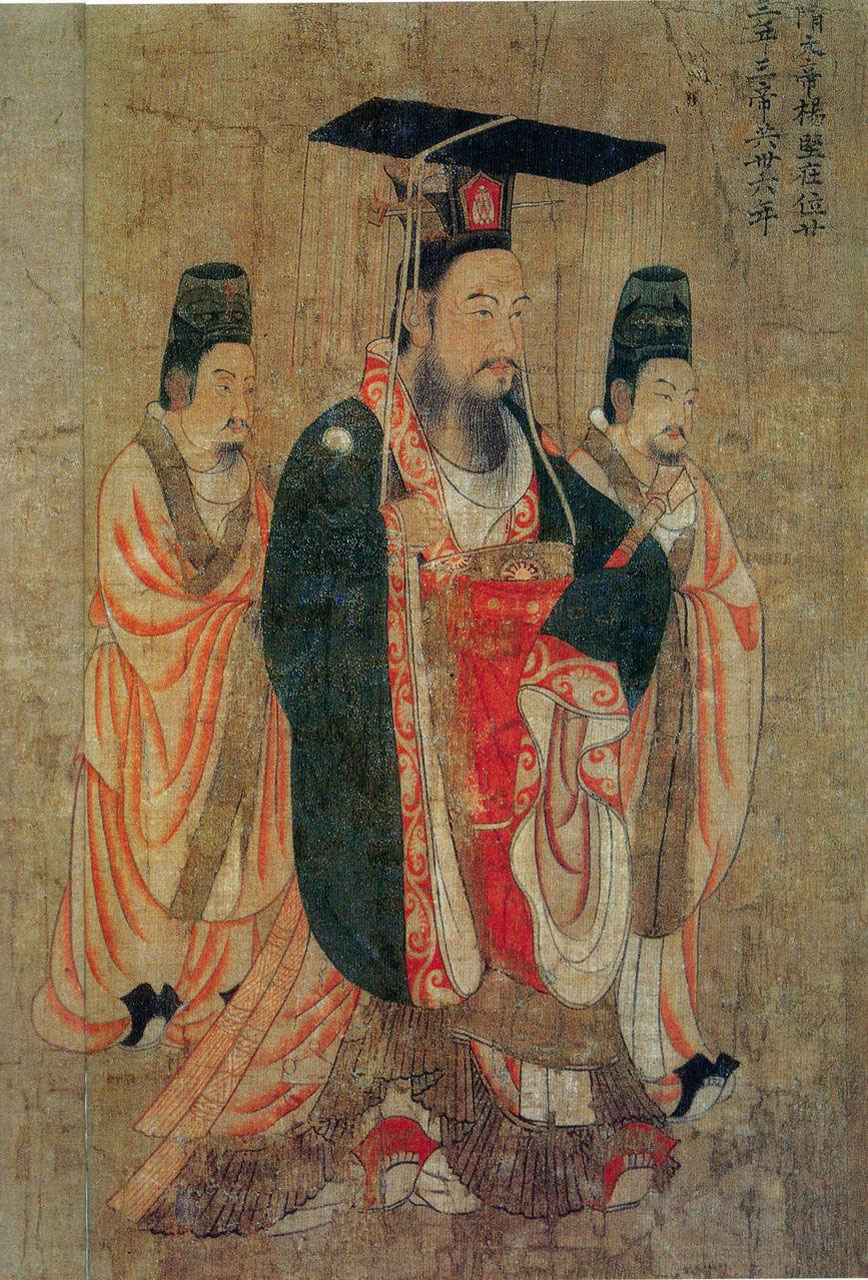
隋の文帝。南北朝時代を終わらせて300余年ぶりに中国を統一し、「開皇の治」と呼ばれる安定期をもたらした。閻立本の「歴代帝王図巻（ボストン美術館蔵）」に描かれた隋の文帝。

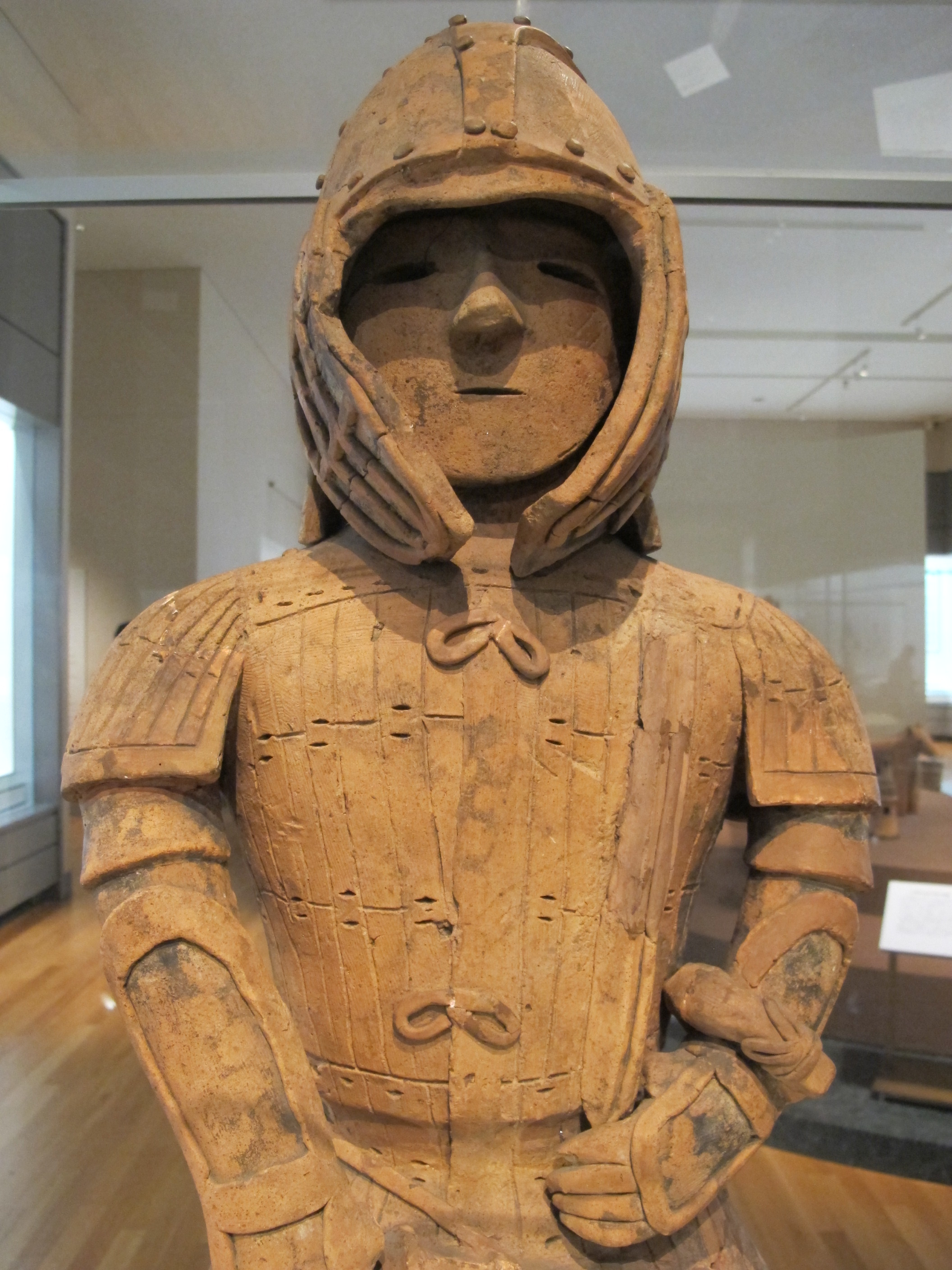
関東の人物埴輪。6世紀に畿内での埴輪作成は減少するが、関東では最盛期を迎える。画像は「国宝武装男子立像（群馬県太田市出土）」で東京国立博物館蔵となっている。

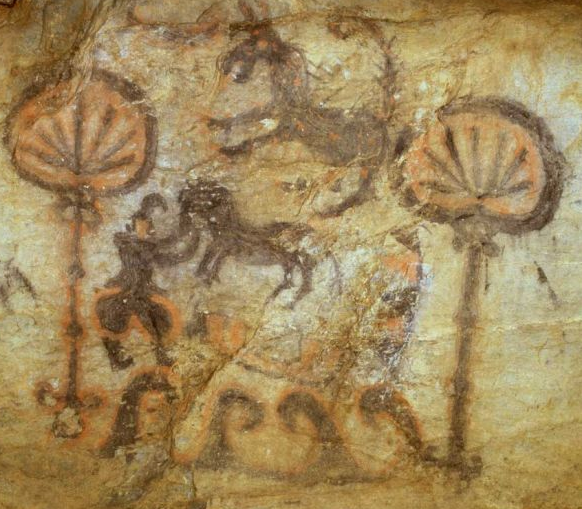
九州の装飾古墳。古墳時代後期には九州で独特な古墳が展開した。画像は福岡県宮若市諏訪神社の境内から発見された竹原古墳の横穴式石室に描かれた装飾絵画で、馬を引いた人物や竜が特徴的である。

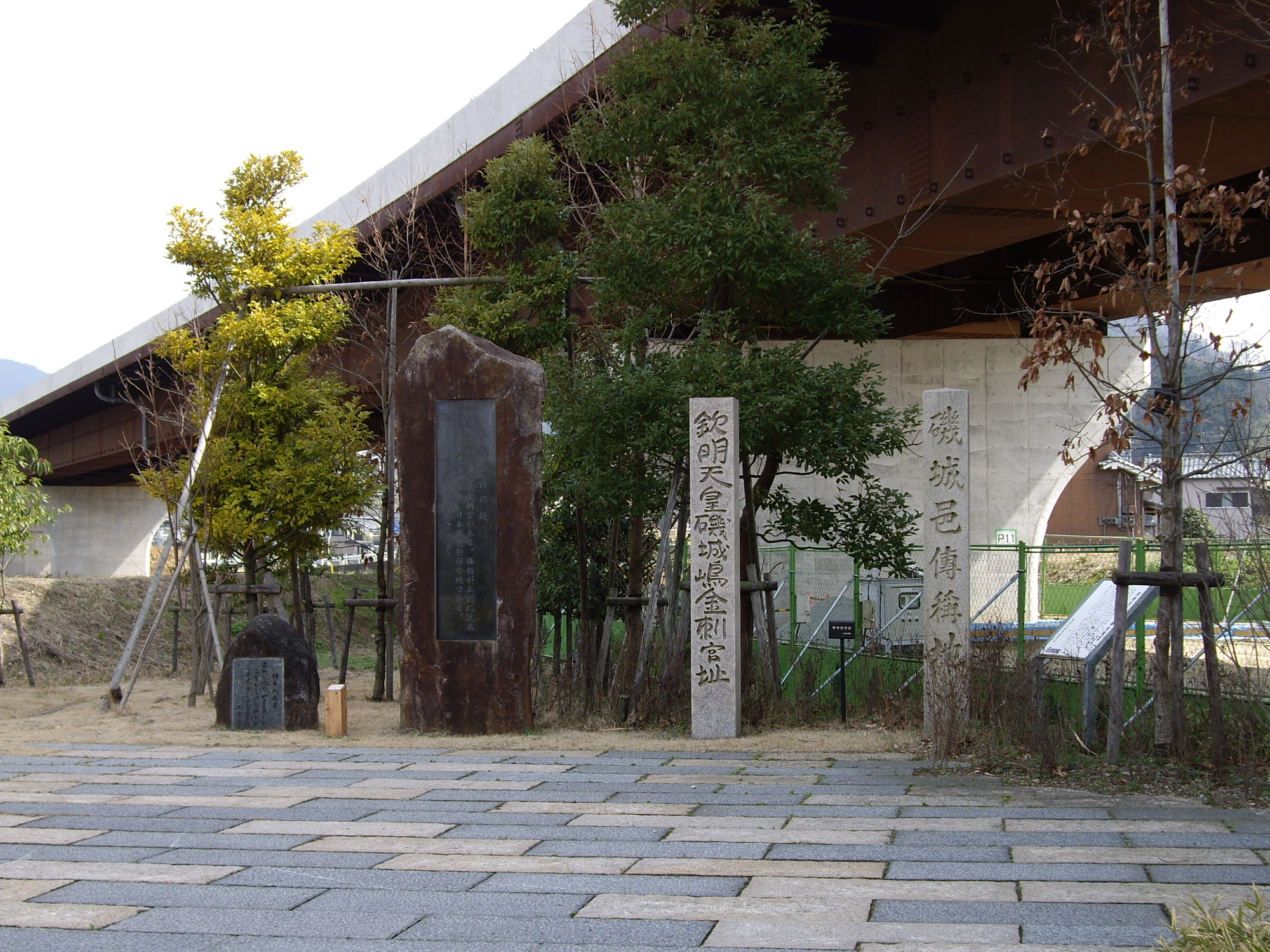
仏教公伝。日本に仏教が伝わったのは『上宮聖徳法王帝説』などの538年（宣化天皇3年）、『日本書紀』の552年（欽明天皇13年）の二説があるが、6世紀であることは間違いない。画像は欽明天皇の磯城嶋金刺宮伝承地（奈良県桜井市）に建てられた宮殿の址の石碑と、並び立つ仏教公伝の碑。

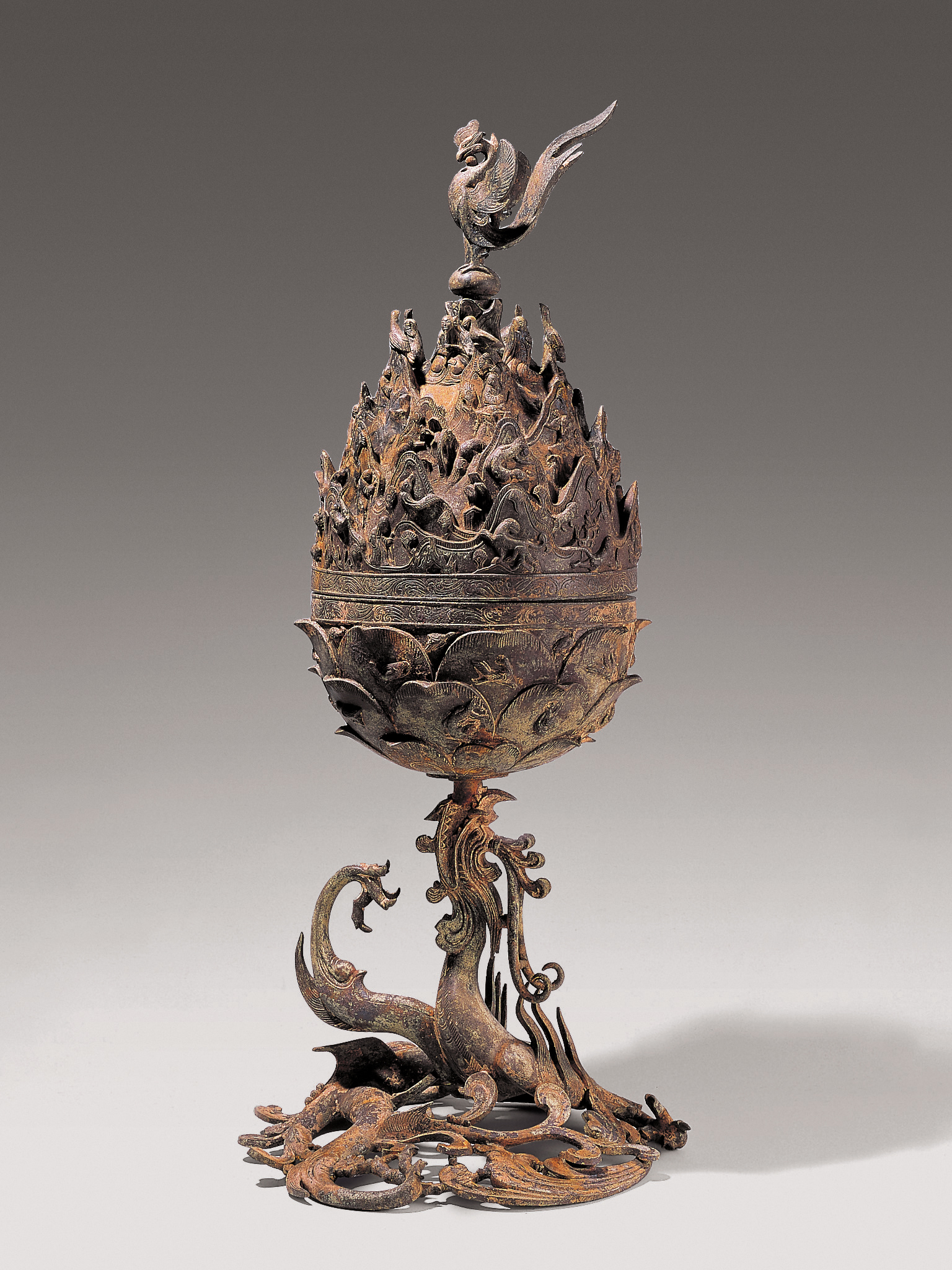
扶余時代の百済。朝鮮半島南西部の百済が扶余に遷都したのは538年のことである。以来この地に独特で繊細な造形文化が発達した。画像は扶余陵山里から出土した「百済金銅香炉（国立扶余博物館蔵）」。

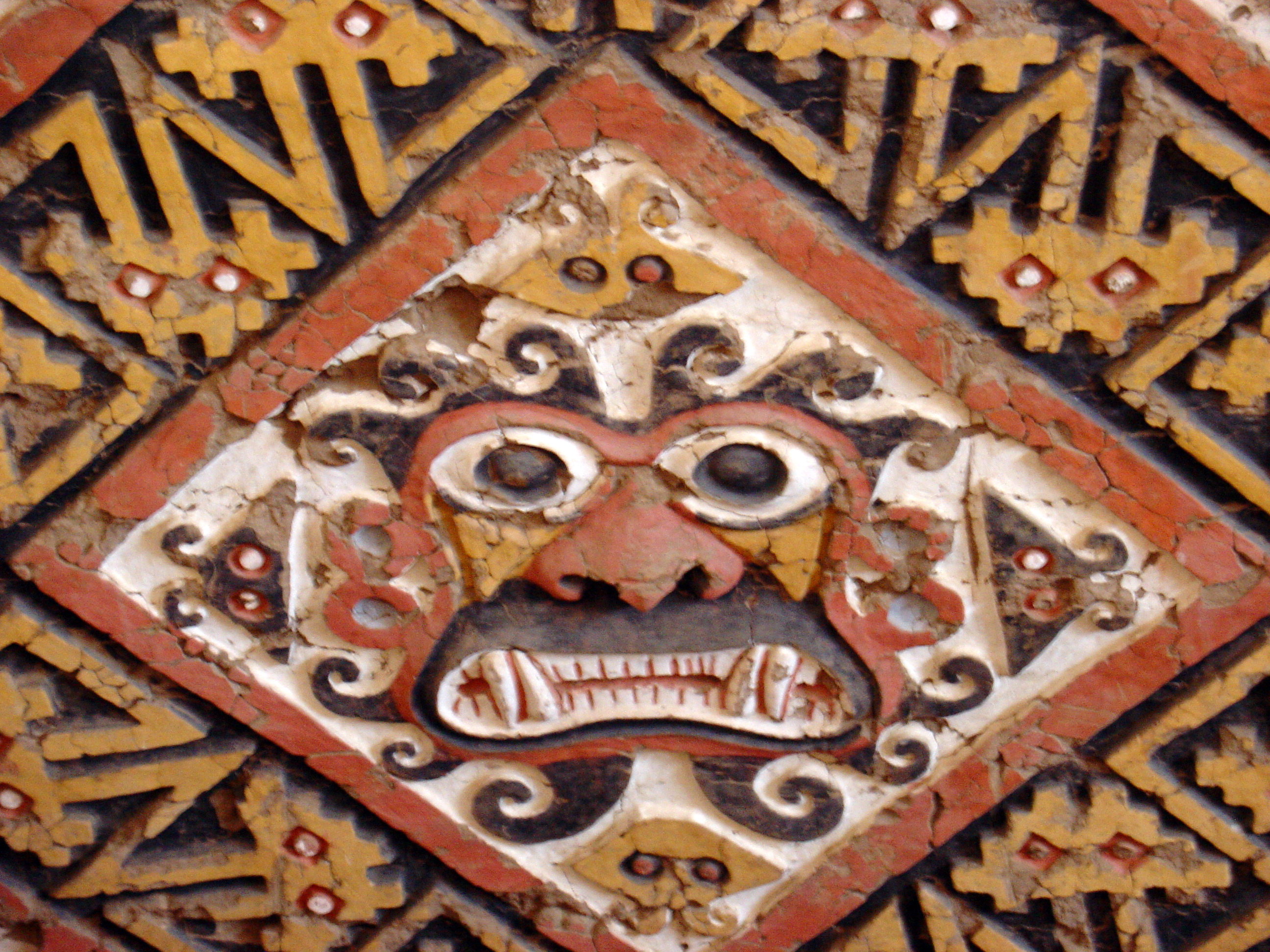
モチェ文化。ペルー北部海岸地帯に成立した文化で、紀元前1世紀から紀元後7世紀まで続くが、6世紀半ば以降には急速に衰退した。画像はトルヒーヨ近郊にある「太陽のワカ、月のワカ」の神殿基壇部レリーフに極彩色で描かれた最高神アイアパエクの像。

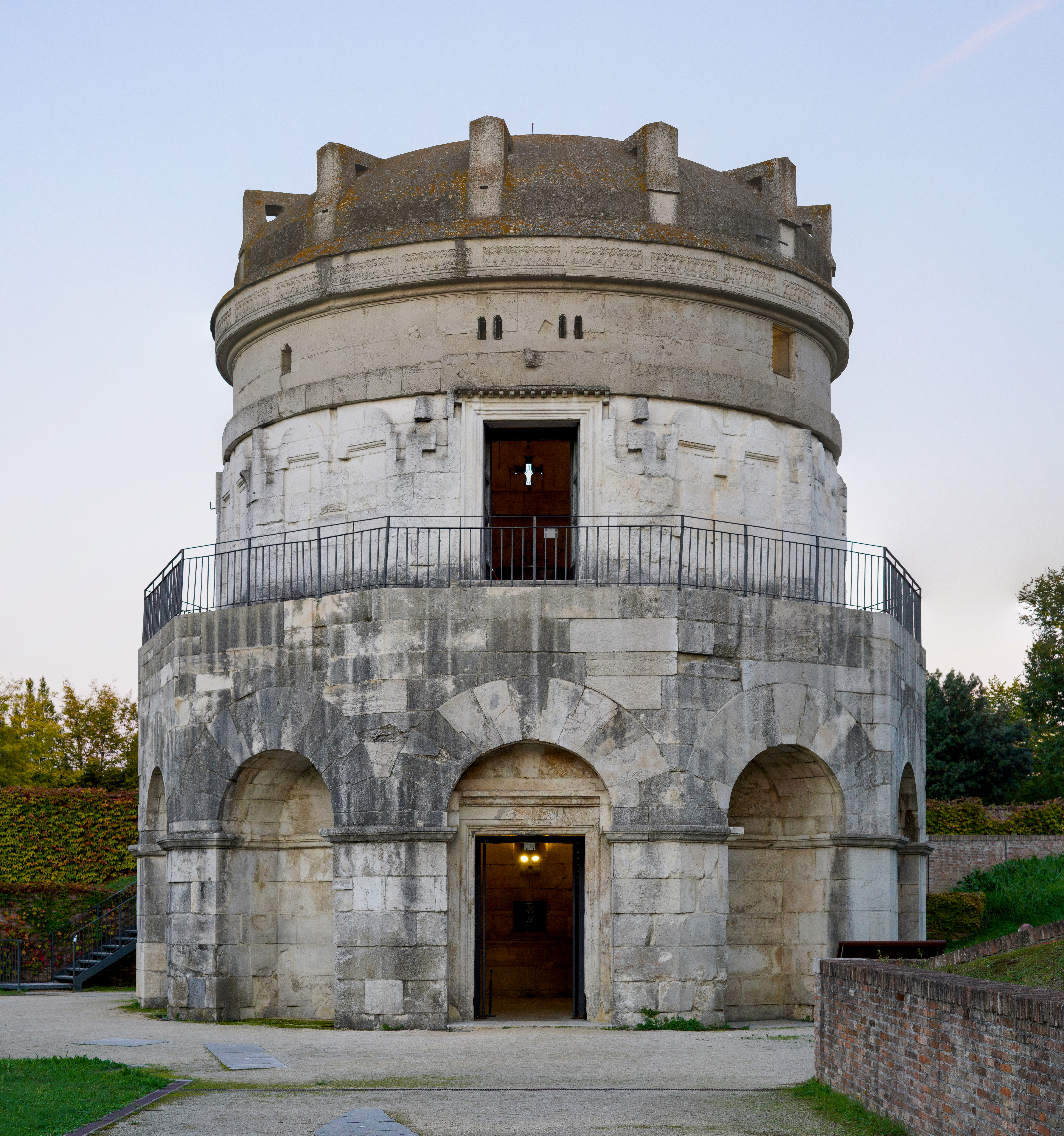
東ゴート王国の盛衰。オドアケルを倒した東ゴート王テオドリックのもとイタリアはつかの間の平和を享受した。やがてこの国は6世紀半ばには東ローマ帝国の膝下に屈服することになる。画像はラヴェンナにあるテオドリック廟。

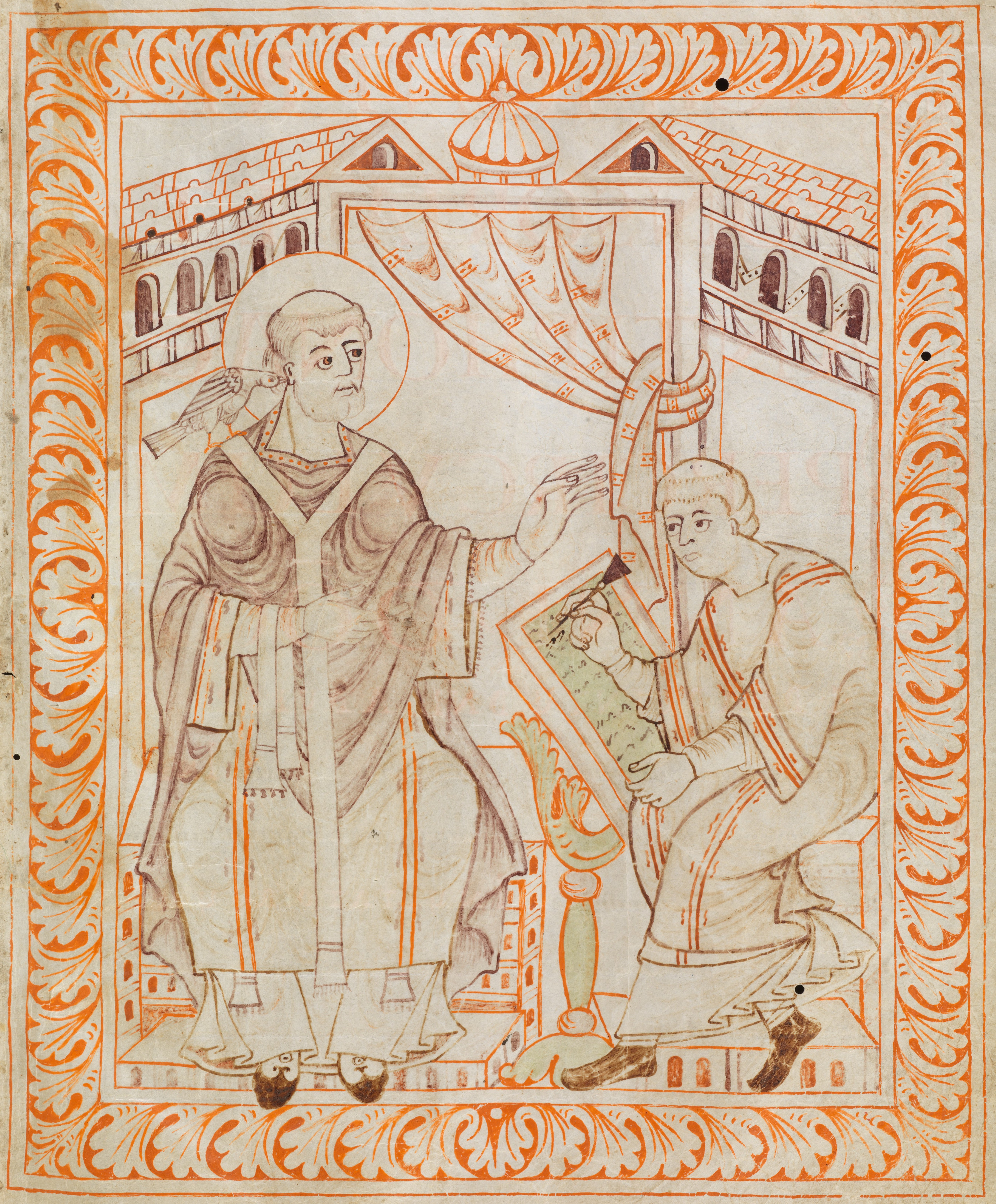
教皇グレゴリウス1世。西ローマ帝国崩壊後のヨーロッパの再建を指導した人物であり、ゲルマン系諸族への布教を推進した。典礼改革の一環としてグレゴリオ聖歌の編成に着手したと伝わる。画像は10世紀頃の写本に描かれた聖歌を口述するグレゴリウス1世。

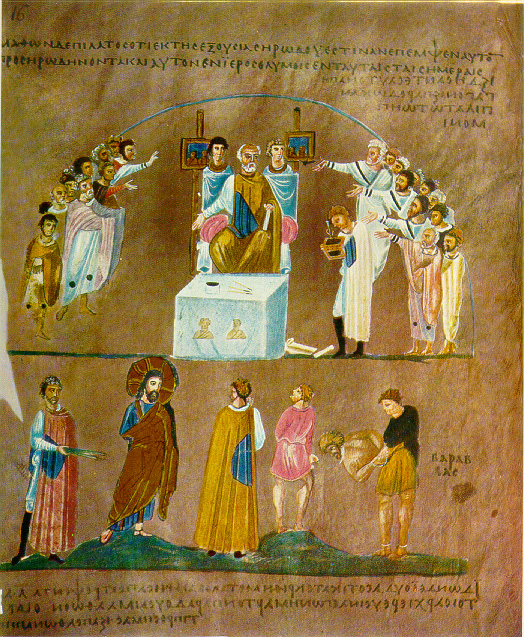
『ロッサーノの福音書』。古代末期の混乱で散逸した写本は数知れないが、この福音書は『ウィーン創世記』や『シノペの福音書』と並び現存するこの世紀に造られた数少ない写本で、「コデックス・プルプレウス」という紫染めの羊皮紙を用いた豪華なものである。現在はロッサーノ聖堂教区博物館が所蔵する。

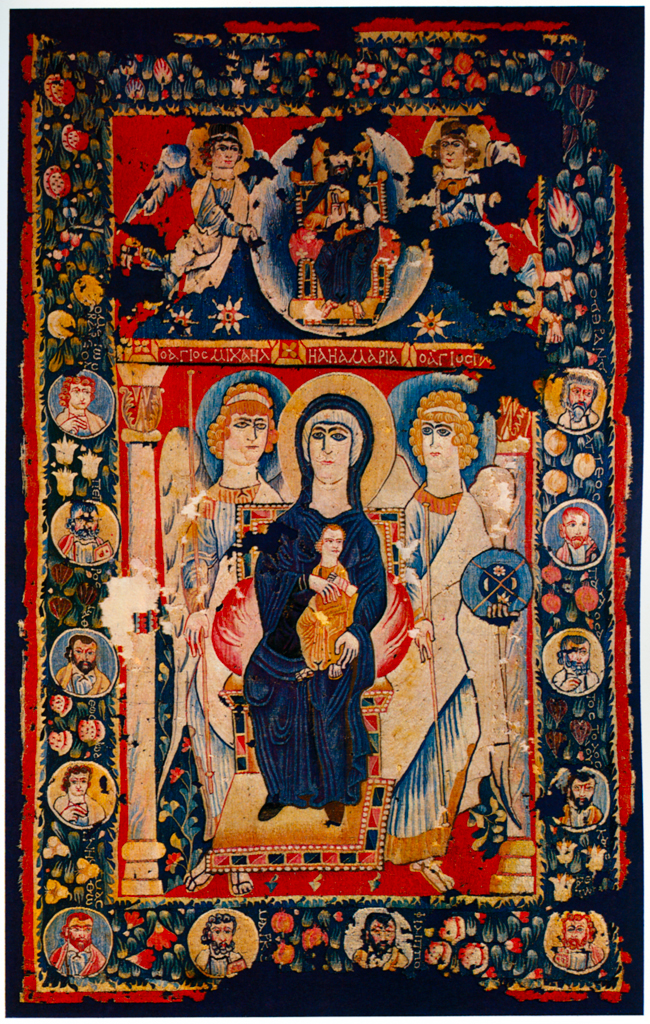
エジプトのコプト正教会。歴代東ローマ皇帝の妥協にもかかわらず、エジプトでは非カルケドン派正教会が主流派であり、この時期には帝国からの分離傾向が強まった。画像は6世紀に作られたコプト織でエジプトで熱心に崇敬された「神の母（テオトコス）」がデザインされている（クリーブランド美術館蔵）。

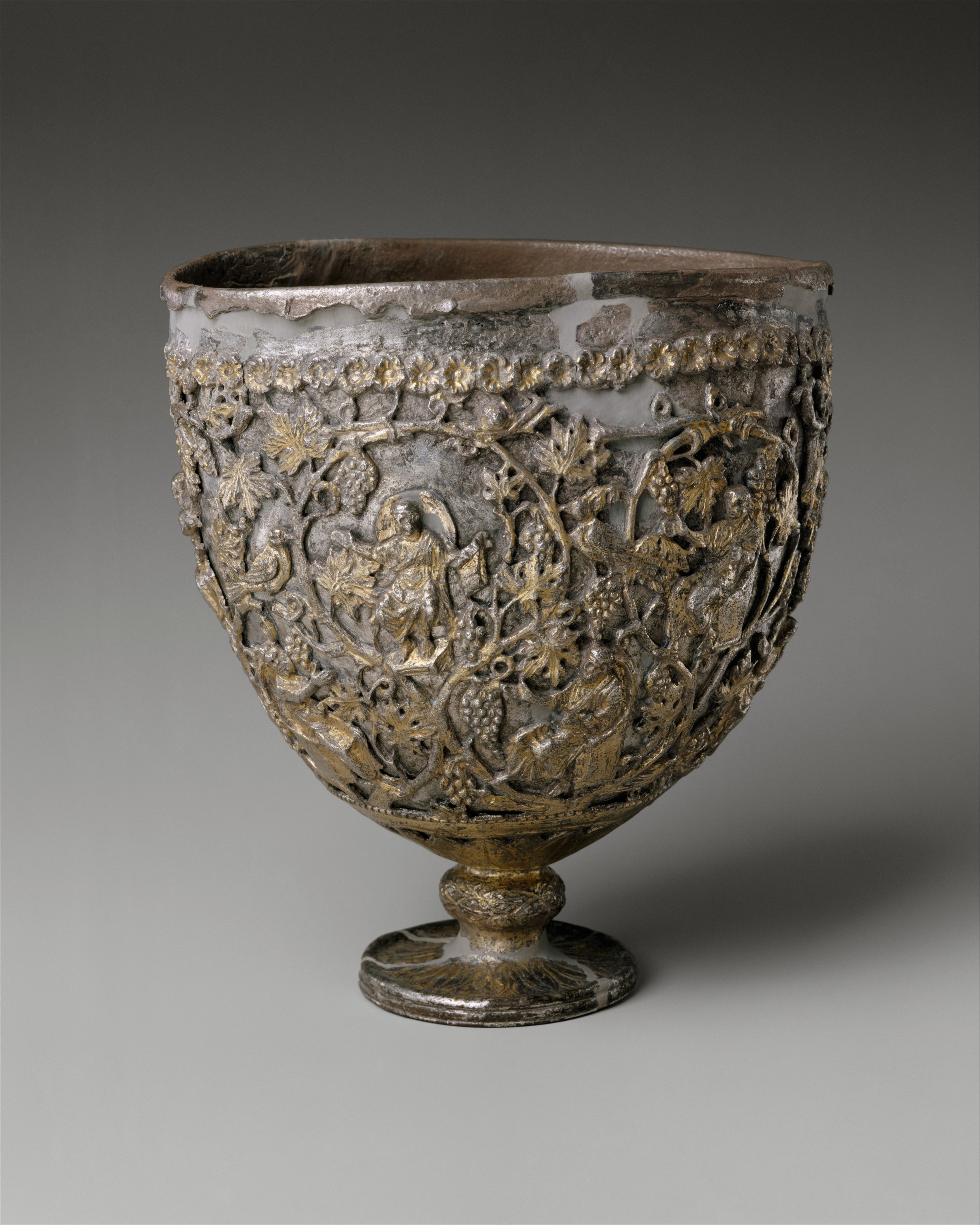
アンティオキアの繁栄と凋落。東ローマ帝国シリアの要衝であり、総主教座が置かれたのがアンティオキアである。しかしこの都市も526年の大地震で多数の死傷者が出て、以後かつての賑わいは戻らなかった。画像はこの世紀前半に作られた鍍金銀細工「アンティオキアの聖杯」（メトロポリタン美術館蔵）。

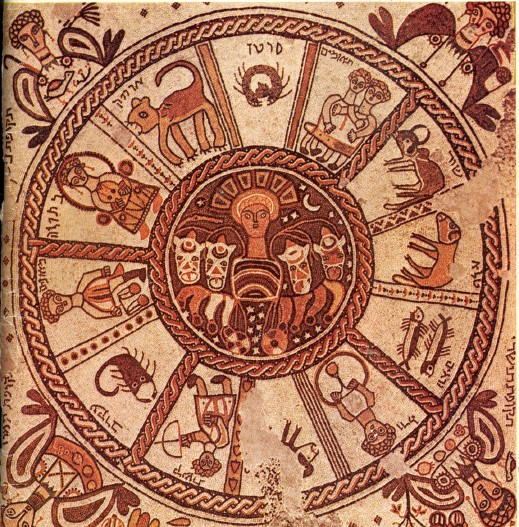
ベイト・アルファ遺跡。現在のイスラエル北部にあるユダヤ教のシナゴーグの遺跡。画像は東ローマ帝国支配の時代に作られた床面のモザイク画で黄道帯（ゾディアック）の輪が十二宮の象徴を伴って描かれている。

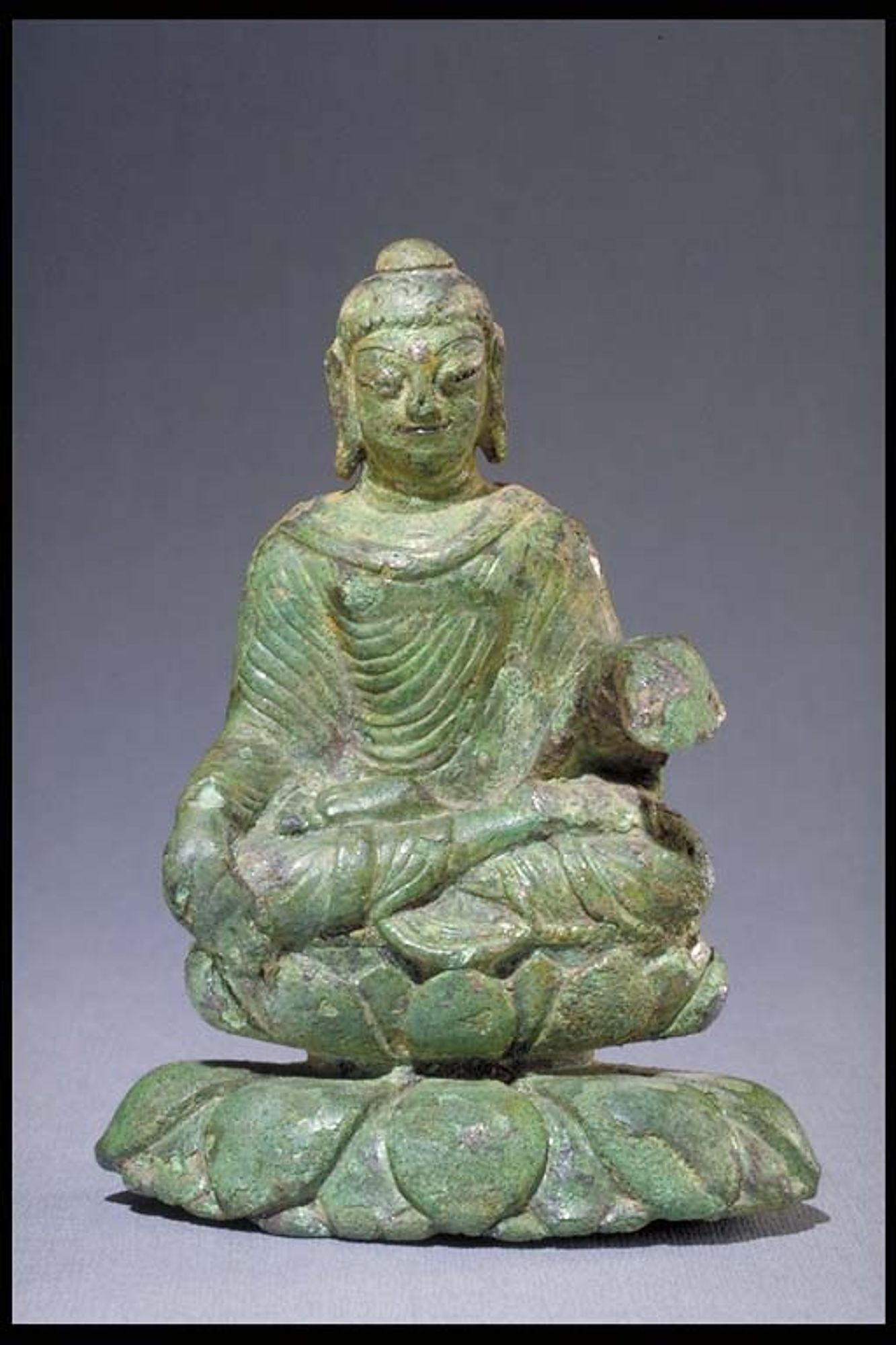
北欧の仏像。スカンディナヴィア半島南部ではメーラレン湖周辺に多くの砦が築かれ、他地域との経済交流が行われた。画像はメーラレン湖の湖島のヘリウー島から出土した6世紀ごろに北インドで作られた青銅の仏像（スウェーデン国立歴史博物館蔵）。

6世紀（ろくせいき）とは、西暦501年から西暦600年までの100年間を指す世紀。

## できごと

### 500年代
- 502年 - 南朝の斉に代わり蕭衍（武帝）が梁を建てる
- 503年 - 「癸未年八月」の干支銘をもつ人物画像鏡が和歌山県橋本市の隅田八幡神社に伝わる（癸未年を443年とする説もある）。
- 504年 - 東ゴート国王テオドリックがゲピド族をカルパティア山脈周辺から放逐する。
- 506年 - アルメニア使徒教会の全主教会議により、カルケドン信条の不採択が決定される（アルメニア使徒教会の独立）。
- 507年
  - 応神天皇の5世の子孫とされる男大迹王が河内国樟葉宮にて治天下大王に即位。
    - 後に奈良時代に至り「継体天皇」の漢風諡号が撰進される。

  - 鍾離の戦いで、梁が北魏に勝利する。
  - ヴイエの戦いでフランク王国が西ゴート王国に勝利。西ゴート王国は南ガリアの領土を喪失。
- 507年-511年頃 - フランク国王クローヴィス1世のもとで「サリカ法典」が編纂される。
- 507年頃 - バーミヤンの大仏（東大仏）が建造される（西大仏は551年頃）。

### 510年代
- 510年代 - エフタルのトラマーナ王と続くミヒラクラ（英語版）王がインドにたびたび侵入する。
  - インドに定着したミヒラクラ王により大規模なインドにおける仏教の弾圧（破仏）が行われる。
- 511年
  - フランク国王クローヴィス1世が死去し、領土はソワソン・パリ・ランス・オルレアンの各王国に分割される。
  - 西ゴート国王アマラリックが即位。外祖父の東ゴート王テオドリックが摂政となり、両ゴート王国を統治。
  - 梁の武帝が僧侶に向けて「断酒肉文」を布告。
- 512年 
  - 『ウィーン写本』が作成される。
    - 古代ローマの医師ディオスコリデスが著した『薬物誌』の写本のひとつで、西ローマ帝国の皇女であった貴婦人アニキア・ユリアナ（英語版）（462年 - 527/528年）に献上されたもの。

  - 日本が百済に対し任那の四県二郡を割譲する。
- 513年 - 百済から五経博士の段楊爾が来日する（日本最古の五経博士の記録）。
- 515年 - 北魏で大乗の乱が起こる。
- 518年
  - ガリラヤ湖畔のベト・アルファ（英語版）のシナゴーグの床モザイク壁画が作成される（ - 527年）。
  - 継体天皇が河内国樟葉宮から山城国弟国宮に遷都する。
    - 京都府長岡京市今里・井ノ内遺跡がその遺跡だと有力視される。近隣には井ノ内稲荷塚古墳などの古墳群もある。

### 520年代
- 520年
  - インドのグプタ朝が分裂し統一王朝は崩壊。グプタ朝の版図は北ベンガルとビハールに限定される。
  - 北魏の使者である宋雲と恵生がバダフシャン付近でエフタル王ミヒラクラに謁見する。
  - インド出身の達磨が海路を通って広州に到着する。
  - ラヴェンナに東ゴート国王のためのテオドリック廟が建立される。
- 520年頃
  - スウェーデン・ウプサラ大学カロリーネ図書館所蔵のゴート語訳『コデックス・アルゲンティウス（英語版）(銀文字聖書)』が作成される。
- 523年
  - 北魏で六鎮の乱が起こる。
  - 百済の武寧王が死去し、聖王が即位。
    - 武寧王は忠清南道公州市（熊津）の宋山里古墳群の武寧王陵に葬られる。

  - 南アラビアのヒムヤル国王ズー・ヌワースがユダヤ教に改宗し、キリスト教徒を弾圧（ナジュラーンの迫害）。
- 524年頃 - 東ゴート王国の執政官であったボエティウスが処刑される。この時期までに『哲学の慰め』が執筆される。
- 525年  
  - 東ローマ帝国の援助を得たアクスム王国がヒムヤル王国を滅ぼす。
  - 東ローマ帝国のエデッサで大洪水の被害、後にユスティノポリスと改名し再建される。
    - 城壁の再建の途中でキリストの「自印聖像（マンディリオン）」が発見される。
- 525年頃
  - ナスカの地上絵が作成される（コロンビア大学のストロング(W. Duncan Strong)によるC14法年代測定では誤差は±80年）。
  - コンスタンティノポリスで象牙製の二連板浮き彫り「大天使ミカエルの像（英語版）(大英博物館蔵)」が作成される( - 550年頃)。
- 526年
  - 東ローマ帝国のアンティオキアで被害者25万人以上の大地震が発生。
  - 東ゴート王テオドリックが死去。テオドリックの娘アマラスンタの息子アタラリックが即位。
  - 継体天皇が山背国弟国宮から大和国磐余玉穂宮に遷都する。
- 526年 - 539年
  - 南朝梁の武帝の王子蕭繹（後の梁の元帝）が『梁職貢図』の原本を作成させる。
- 527年
  - 筑紫国造磐井の乱起こる（『日本書紀』継体天皇21年）。
  - 梁の武帝が建康の同泰寺で最初の捨身を行う。
  - 東ローマ皇帝ユスティニアヌス1世が即位（ - 565年）。
- 527年 - 565年頃
  - 皇帝ユスティニアヌス1世の命令でシナイ山に聖カタリナ修道院が建てられる
- 528年
  - 筑紫国造磐井斬殺される（『日本書紀』継体天皇22年）。
    - 磐井の墓は福岡県八女市吉田の岩戸山古墳に比定される。

  - 新羅法興王が仏教を公認。
  - 河陰の変で、北魏の爾朱栄が霊太后を倒し孝荘帝を擁立。
  - マールワー王ヤショーダルマンがエフタル王ミヒラクラを破って、カシミールに敗走させる。
  - サーサーン朝皇太子ホスロー（後のホスロー1世）が教祖マズダクらマズダク教信者を殺害する。
- 529年
  - 東ローマ皇帝ユスティニアヌス1世がアテネのアカデメイアを閉鎖し非キリスト教の哲学者を追放する。
    - 追放された哲学者たち（ダマスキオス、シンプリキオス、プリスキアノスら）はサーサーン朝ペルシア帝国へ亡命し、ホスロー1世の庇護を受ける。

  - ベネディクトゥスがイタリアのモンテ・カッシーノに修道院を創設。

### 530年代
- 530年 - ユスティニアヌス1世が古代ローマ法の集大成である『ローマ法大全』編纂を命じる（533年完成）。
- 531年 
  - フランク王テウデリク1世とザクセン族の連合がテューリンゲン族（ドイツ語版、英語版）を攻撃（ - 533年）。
  - サーサーン朝ペルシア帝国でホスロー1世が即位（ - 579年）し、サーサーン朝が最盛期を迎える。
  - 継体天皇崩御、安閑天皇即位。
    - 継体天皇の陵墓として宮内庁は大阪府茨木市の太田茶臼山古墳を指定しているが、近年の考古学界では淀川水系に位置する今城塚古墳が有力視されている。
- 532年
  - 東ローマ帝国でニカの乱。
    - 皇帝ユスティニアヌス1世は退位逃亡寸前まで追いこまれるが、皇后テオドラの助力で反徒を武力鎮圧。
    - この後コンスタンティノポリス市街の再建が進められ、巨大な地下貯水池（バシリカ・シスタン）もこの時期に造られる。

  - 東ローマ帝国とサーサーン朝ペルシアとの間に「永久平和条約」が結ばれ国境が固定化される。
- 533年
  - 東ローマ帝国が北アフリカのヴァンダル王国を征服。
  - フランク王テウデリク1世が、チューリンゲン王ヘルマンフリート（英語版）をツェルピッヒ（英語版）城で殺害し王国を滅ぼす。
- 534年
  - フランク王国（パリ・ソワソン）がブルグント王国を征服。
  - 東ゴート王国女王アマラスンタが廃位される。
  - 北魏の孝武帝が洛陽から出奔し、長安の宇文泰に招かれる。
    - 高歓が鄴で孝静帝を擁立し、北魏は東魏（鄴）と西魏（長安）に分裂する。

  - 西魏の宇文泰が郷兵を結集し、府兵制が成立する。
    - これに伴い十二大将軍・八柱国の軍団が整備され、武川鎮軍閥（関隴集団）が結集する。
- 534年頃
  - 武蔵国造の乱。
- 535年
  - インドネシアのクラカタウ火山爆発による地球規模の異常気象（英語版）が起きる。
    - 世界各地の古文書・年代記・伝承などに異常寒波・自然災害・飢饉・疫病が発生し、その結果政変や文明の崩壊が起きたことが記されている[1]。
    - インドネシア・ジャワ島西部にあったタルマヌガラ王国（訶羅単（からたん））の衰退の原因とされる。

  - 東ゴート元女王アマラスンタが殺害され、東ローマ帝国が軍事介入を開始（ゴート戦争）。
- 536年 - 安閑天皇崩御、宣化天皇即位。
  - 安閑天皇陵は大阪府羽曳野市高屋築山古墳とされており、サーサーン朝ペルシア産のカットガラス「白瑠璃埦（東京国立博物館蔵）」が出土したと伝わる。
- 537年 - 東ローマ皇帝ユスティニアヌス1世によりニカの乱で焼失したハギア・ソフィア大聖堂が再建される。
  - 現存するイスタンブールの「アヤソフィア」は再建されたこの3代目の建物を指す。
- 538年 
  - 日本に仏教伝来（『上宮聖徳法王帝説』による）。
  - 百済の聖王が都を熊津から泗沘（現・忠清南道扶余郡）に遷す。
- 539年
  - 宣化天皇崩御、欽明天皇即位。
  - ゴート人のミラノ（メディオラヌム）略奪。

### 540年代
- 540年 
  - メキシコのエルチチョン火山の爆発。
  - 物部尾輿らに任那4県割譲の責任を問われ、大伴金村が失脚する。
- 540年頃 - ベネディクトゥスが「ベネディクトゥスの修道規則（英語版）」を定める。
- 541年 - 東ローマ皇帝ユスティニアヌス1世がローマ共和政以来の執政官（コンスル）を廃止する。
- 542年 - 570年 - ヨルダン西部マダバの聖ゲオルギオス教会の床モザイクに中東地域の地図が描かれる（マダバ地図）。
- 543年
  - 東ローマ帝国で「ユスティニアヌスのペスト（英語版）」が大流行。
  - 東ゴート国王トーティラがヌルシアのベネディクトゥスを訪問。
  - ヌビアのノバティア王国（英語版）がキリスト教に改宗する。
- 543年頃
  - デカン高原に前期チャールキヤ朝が成立する。
- 546年
  - 東ゴート国王トーティラの軍勢がローマを略奪。
  - 修道士コルンバがアイルランドのダロウ修道院（英語版）を創設。
- 546年頃 - ラヴェンナのサン・ヴィターレ聖堂が献堂される。
- 548年 - 梁で侯景の乱。翌年には建康が陥落し梁の武帝が憤死。
- 549年 - ラヴェンナ近郊のサンタポリナーレ・イン・クラッセ聖堂が献堂される。

### 550年代
- 550年 
  - 東魏を滅ぼした高洋（文宣帝）が北斉を建国。
  - エジプトのフィラエ神殿が東ローマ皇帝ユスティニアヌスの命により閉鎖される。
- 550年頃
  - インドでグプタ朝が完全に滅亡。
  - サーサーン朝のホスロー1世によりクテシフォンに「ホスローのイーワーン」が建立される。
  - ネストリウス派の修道士により中央アジアから東ローマ帝国に絹の製法が伝えられる（東ローマ帝国の養蚕伝来）。
- 552年
  - 北アジアで柔然が分裂する。柔然から独立した伊利可汗が突厥を建国。
  - 日本に仏教伝来（『日本書紀』による）、疫病の流行、崇仏論争が起きる。
  - アスフェルドの戦い（英語版）でランゴバルド族の王アルボイーノがゲピド族の王クニムンドに勝利。
- 553年 - 第2コンスタンティノポリス公会議で「三章問題（英語版）」が討議されその著作が排斥される。
- 554年
  - 東ローマ帝国がイタリアの東ゴート王国を征服。
    - 国事詔書（ロシア語版）が発布され、イタリアは東ローマ帝国領に編入される。

  - 東ローマ帝国が西ゴート王国領イスパニア南部に進軍。
  - ドゥヴィン教会会議で、アルメニア使徒教会がキリスト両性論を拒否し、非カルケドン派を宣明する。
  - 西魏が江陵を陥落させ、梁の元帝を殺害。
  - 管山城の戦いで新羅の真興王が百済の聖王を倒す。
- 555年 
  - 北斉の文宣帝が柔然を撃破。西魏に亡命した柔然の一派も突厥により殲滅される。
  - アギラ1世を倒してアタナギルドが西ゴート王に即位。
    - この王位継承争いで東ローマ帝国軍がカルタゴ・ノヴァやマラガそしてコルドバを征服。
- 556年
  - 西魏を滅ぼした宇文覚（孝閔帝）が北周を建国。
- 557年
  - 梁を滅ぼした陳霸先（武帝）が陳を建国。
  - コンスタンティノポリス大地震。
    - コンスタンティノポリス城壁や、ハギア・ソフィア大聖堂ドーム部分（翌558年に崩壊）に大きな被害が生じる。
- 558年
  - サーサーン朝ペルシアのホスロー1世が突厥の室点蜜（イステミ）と同盟し、ゴル・ザリウンの戦い（英語版）（ブハラの戦い）でエフタルを滅ぼす。
  - クロタール1世によりフランク王国が再統一される（ - 561年）。

### 560年代
- 560年 - 西ゴート国王アタナギルドがトレドに遷都。
- 562年
  - カラクムルの「空を見る者」王がティカルのワク・チャン・カウィール王を倒しマヤの覇権を握る。
  - 任那地方を含む加羅諸国が新羅の支配下におかれ、日本の勢力は後退する。
  - 北斉太寧2年のこの年に死去した庫狄廻洛の墓（山西省寿陽県）から最古の白磁の祖型とみられる低火度鉛釉陶磁が出土している。
- 563年 - 修道士コルンバがスコットランド西海のヘブリディーズ諸島アイオナ島に新たなアイオナ修道院を創建する。
- 564年 - 大英博物館所蔵のトゥルム遺跡出土の「トゥルム石碑1（英語版）」に刻まれている年はこの年のもの。
- 565年 - 東ローマ皇帝ユスティニアヌス1世が死去。
- 567年 - ゲピド王国がランゴバルド人に征服され、国王クニムンドが殺害される。
- 568年 
  - ランゴバルド人がイタリアに侵入し、アルボインを王とするランゴバルド王国を建国。
  - 突厥の室点蜜が東ローマ帝国にソグド人首領マニアクの使節団を派遣する。
- 569年
  - ヌビアのマクリア王国（英語版）とアロディア王国（英語版）がキリスト教に改宗する。

### 570年代
- 570年
  - 福岡県元岡古墳群で出土した「大歳庚寅正月六日庚寅日時作刀凡十二果□」の銘文を持つ鉄製大刀（庚寅銘大刀）が作られる。
  - 北斉の軍人婁叡の墓が山西省太原に作られる。
  - ランゴバルド系のスポレート公国・ベネヴェント公国が成立し、東ローマ帝国領南イタリアと拮抗する。
  - アクスム・ペルシア戦争（ - 578年）。
    - エチオピアのアクスム王国配下のイエメン総督アブラハが戦象を率いてメッカを攻撃する。
      - メッカは市街を守り抜き、記念にこの年を「象の年」と呼んでいる。
      - なおこの時のメッカ側のクライシュ族指導者はアブドゥルムッタリブで、孫に当たる預言者ムハンマドが事件の50日後に生まれている。

  - イエメンのマアリブ・ダム（英語版）が決壊し以後修復されず。
    - 灌漑システムの崩壊によりイエメンなどアラビア南部の農耕民がベドウィン化し、アラビア北部に移動する。
- 571年 - 北斉の高官徐顕秀の墓（中国語版）が山西省太原に作られる。
- 572年
  - 欽明天皇崩御、敏達天皇が即位。
  - ティキヌム攻略戦（英語版）でランゴバルド人がパヴィーアを陥落させる。
    - 同年、ランゴバルト王アルボイーノは後妻のロザムンダ（英語版）（ゲピド族の王クニムンドの娘）に殺害される。
- 574年 - 北周の武帝の廃仏が始まる（建徳の廃仏、三武一宗の法難の一つ）。
- 576年 - 新羅の真興王によって花郎が組織される。
- 577年 - 北周が北斉を滅ぼし華北を統一する。
- 578年 - 世界最古の会社である金剛組(大阪市)が創設される。
- 579年 - 西ゴート王子ヘルメネギルドのカトリック改宗と、父王レオヴィギルドへの反乱。

### 580年代
- 580年頃 - スラヴ人が北ギリシャに侵入する。
- 581年 
  - 中国で楊堅（文帝）が北周を滅ぼして隋を建国。「開皇律令（中国語版）」が公布される。
  - 突厥の菴羅可汗がソグド語によるブグト碑文を建立。
- 582年
  - 隋で都の大興城が整備され、仏教治国策として大興善寺が国寺として置かれる。
  - 阿波可汗が西走し、突厥が東突厥と西突厥に分裂する。
- 583年
  - 隋の文帝が郡を廃止し、州県制を導入。
  - スラブ人やアヴァール人に追われた避難民によりペロポネソス半島のモネンバシア市が建設される。
- 584年
  - 東ローマ皇帝マウリキオスがラヴェンナに総督府を設置。
  - 司馬達等の娘善信尼らが日本最初の出家者となる。
- 585年 
  - 西ゴート王国がスエビ王国を滅ぼす。
  - 敏達天皇崩御、用明天皇即位。
- 586年 - メソポタミア北部ザグバの聖ヨハネ修道院で「ラブラの福音書（英語版）（フィレンツェ・ラウレンツィアーナ図書館蔵）」が作られる。
- 587年 - 用明天皇崩御、蘇我馬子が仏教受容反対派の物部氏を滅ぼす（丁未の乱）、崇峻天皇即位。
- 588年 - 蘇我馬子の発願による日本最初の本格寺院の法興寺（飛鳥寺）の造営が始まる（ - 596年）。
- 589年
  - 隋が南朝の陳を滅ぼし、南北朝時代が終わり、中国が統一される。
  - 第3回トレド教会会議で西ゴート国王レカレド1世がカトリックに改宗する。
    - またこの会議でニカイア・コンスタンティノポリス信条への「フィリオクェ」の挿入が採択される。

### 590年代
- 590年
  - ローマ教皇にグレゴリウス1世が即位。
  - アイルランドの修道士コルンバヌスがヴォージュ山脈にリュクスイユ修道院（英語版）を建てる。
  - サーサーン朝でバフラーム・チョービンの反乱。
- 590年頃 - エルサルバドルのホヤ・デ・セレン遺跡がロマ・カルデーラ山の噴火によって埋没する。
- 591年 - 東ローマ皇帝マウリキオスがカルタゴに総督府を設置。
- 592年
  - 隋で均田法が施行される。
  - 太原南郊にソグド人を統括する検校薩保府の虞弘が埋葬される（隋代虞弘墓遺跡）。
  - 崇峻天皇が弑逆され、推古天皇が即位。聖徳太子が推古天皇の摂政となる。
- 593年 - 聖徳太子の発願による四天王寺の造営が始まる。
- 594年
  - 法隆寺五重塔心柱のヒノキ材の伐採年代が年輪年代法によりこの年（推古2年）のものと判明している。
  - トゥールのグレゴリウスが『歴史十巻（フランス語版）（フランク史）』を完成させ、この年に死去。
- 596年 - 教皇グレゴリウス1世により修道士アウグスティヌスがイングランド宣教に派遣される。
- 597年 - ケント王エゼルベルトによりアウグスティヌスは布教を許され、初代カンタベリー司教に任ぜられる。
- 598年 - 隋で科挙が行われる。高句麗遠征（隋の高句麗遠征）に失敗する。
- 599年 - 東突厥の啓民可汗に隋の義成公主が嫁ぐ。
- 599年頃 - 西突厥の泥利可汗を記念するソグド語碑文がイリ地方の昭蘇石人に刻まれる。

### 600年代
- 600年
  - 日本が第1回遣隋使を派遣（『隋書』倭国伝にみえるが、『日本書紀』に書かれていない）。
  - 隋で三階教が邪教とされ弾圧される。

## 時代の動向

### 東アジア

#### 大陸
華北を統一していた北朝北魏の政権中枢が前世紀末に南遷し漢化政策を推し進めた結果、モンゴル高原から南下する柔然の侵攻からの国土防衛を担っていた六つの軍事駐屯地、すなわち鎮の軍隊が著しい地位低下に見舞われ不満を募らせた末に反乱を起こす（六鎮の乱）。戦乱の末に北魏は東西に分裂し、懐朔鎮出身の高歓率いる六鎮の主力と山東系の漢人貴族が結びついて北魏皇族を戴く東魏と、武川鎮出身の宇文泰率いる武川鎮軍閥が関中に拠って北魏皇族を戴く西魏が成立する。やがて東魏では高氏、西魏では宇文氏が皇位に登り北斉、北周が成立する。当初の劣勢を跳ね返した北周が北斉を下して華北を再統一するが、北周政府の実権を掌握したやはり武川鎮軍閥軍閥出身の楊氏（普六茹氏）への禅譲が行われて隋が成立し、この政権のもとで柔然に代わって北方から圧力をかけてくる突厥に内部離間を誘って東西分裂により弱体化させることに成功するとともに南朝の陳が征服され、西晋滅亡以来の南北朝統一が成る。

#### 日本
日本では古墳時代後期にあたる。ただし、泊瀬部大王（後の崇峻天皇）が暗殺され異母姉の額田部皇女（後の推古天皇）が立てられた崇峻天皇5年（592年）以降、または厩戸王（後の聖徳太子）が摂政になった推古天皇元年（593年）以降は、飛鳥時代に区分される場合もある。
- それまでのヤマト王権の王統嫡流が断絶し、誉田別尊大王（後の応神天皇）五世の子孫とされ越前と近江に地盤を持ち尾張連草香の娘を妃としていた男大迹王（後の継体天皇）が、大伴氏、物部氏、巨勢氏らにより畿内に迎えられて前王統の手白香皇女を皇后に迎え、治天下大王として擁立される。やがてこの継体系の王家は新興の蘇我氏と結びつき、武川鎮軍閥系の政権によって大陸が華北の再統一から南北朝の統一へと向かう中、前世紀の「倭の五王」後に途絶えていた活発な東アジア外交を再開する。
- 考古学の発掘研究によればこの世紀の半ばになって日本列島での鉄鉱石からの製鉄遺構が初めて出現する。同時期に大陸では倭国が弥生時代以来鉄素材の供給源としていた弁韓の後身加羅諸国が新羅に併合されている。
- 前世紀に九州などで造られ始めていた古墳の横穴式石室が全国規模で普及する。
- この世紀の後期になると畿内では前方後円墳がつくられなくなり、前方後円墳の伝統を保持していた天皇陵含む大型古墳も渟中倉太珠敷大王（後の敏達天皇）の陵墓を最後に以後方墳となる。関東でも群集墳が盛んに造られるようになる。ヤマト王権中央、さらには地方首長の統治下でも仏教の導入が進行し、前方後円墳と結びついていた首長祭祀は以後氏寺における仏教儀礼が担うようになる。

### ヨーロッパ
西ローマ帝国が滅亡すると、西ヨーロッパは暗黒時代と呼ばれる時代に入る。言葉の与える印象ほどに庶民の暮らしが厳しかったわけではないが、それでも強力な国家の消滅と分散により、古代ローマに栄えた学問や芸術は消え去っていった。知識の担い手として代わりに後を引き継いたのだのが修道院で、ベネディクトゥスが聖ベネディクトゥス戒律を定めたのもこの頃である。
東のビザンツ帝国ではユスティニアヌス1世が登場し帝国は小康状態を取り戻していたが、ホスロー1世率いるサーサーン朝のとの戦いは劣勢にあり、またゴート戦争で獲得した旧西ローマ領も短期間で失われ、往年の勢いを取り戻すことはできなかった。

## 人物

### 地中海世界とヨーロッパ

#### イタリア（東ゴート王国からランゴバルド王国まで）
- ディオニュシウス・エクシグウス（470年頃 - 544年） - ローマの神学者・教会法学者・キリスト紀元（西暦）を案出。
- ヌルシアのベネディクトゥス（480年頃 - 547年） - 西方教会における修道制の創設者・モンテ・カッシーノ修道院を建立。
- スコラスティカ（480年頃 - 547年頃） - ヌルシアのベネディクトゥスの双子の姉妹・ベネディクト女子修道院の創設者。
- ボエティウス（480年頃 - 524年頃） - 東ゴート王国の執政官で哲学者・神学者。著作に『哲学の慰め』がある。
- カッシオドルス（485年頃 - 585年頃） - 東ゴート王国の執政官で哲学者・神学者。ウィウァリウムの修道院に隠棲する。
- トーティラ（? - 552年） - 東ゴート国王（在位541年 - 552年）・ゴート戦争で東ローマ帝国軍に抵抗しタギナエの戦いで戦死。
- アルボイン（526年？ - 572年） - ランゴバルド王国の初代国王（在位560年 - 572年）・東ローマ支配を覆す。
- フォルトゥナトゥス（英語版）（530年頃 - 610年頃） - イタリアのラテン詩人・聖十字架の賛歌「王の旗が進む」や『聖ラデグンディス伝』がある。
- グレゴリウス1世（540年 - 604年）- ローマ教皇（在位590年 - 604年）・ゲルマン系諸民族への宣教を推進。

#### フランク王国
- クロタール1世（497年 - 561年） - メロヴィング朝フランク王国ソワソンの王（在位511年 - 561年）・ブルグント王国を滅ぼす。
- テウデベルト1世（500年頃 - 547年/548年） - メロヴィング朝フランク王国のランス（アウストラシア）王。
- テウデバルド（535年 - 555年） - メロヴィング朝フランク王国のランス（アウストラシア）王・テウデベルト1世の子。
- フレデグンデ（？ - 597年） - フランク王国ネウストリア王キルペリク1世の王妃・ブルンヒルデの政敵。
- ブルンヒルド（543年頃 - 613年） - フランク王国アウストラシア王シギベルト1世の王妃・フレデグンデの政敵。
- パリのゲルマヌス（英語版）（496年 - 576年） - パリ司教・フランク王国のキリスト教化につとめサン＝ジェルマン＝デ＝プレ教会にその名が残る。
- トゥールのグレゴリウス（530年頃 - 594年頃） - フランク王国の司教・年代記作家で『歴史十巻（フランク史）』の著者。
- アルルのカエサリウス（468年/470年 - 542年） - レランスの修道院長・アルルの司教・ガリア教会の復興を指揮する。

#### イングランド・アイルランド
- クロンファートのブレンダン（484年頃 - 578年頃） - アイルランドの修道士・各地への宣教で知られ『聖ブレンダンの航海』で伝説化される。
- ギルダス（494年/516年 - 570年） - イングランドの司祭・その知識と文才で「賢明なるギルダス」と呼ばれ著作『ブリトン人の没落』を残す。
- コルンバ（521年 - 597年） - アイルランド出身の修道士・アイオナ修道院を創建し各地へ宣教・コルンバヌスは弟子。
- カンタベリーのアウグスティヌス（？ - 604年/605年）- 初代カンタベリー大司教・ケント国王エゼルベルフトを洗礼する。

#### 西ゴート王国
- セビリャのレアンデル（549年以前 - 599年/601年） - セビリャ大司教・国王レカレド1世の改宗に活躍・後継の大司教イシドールスは実弟。
- レカレド1世（559年頃 - 601年） - 西ゴート王国国王（在位586年 - 601年）・アリウス派からカトリック教会に改宗。

#### 東ローマ帝国
- ユスティニアヌス1世（482年 - 565年） - 東ローマ皇帝（在位527年 - 565年）。東ローマ帝国の最大版図を築いた。
- テオドラ（500年頃？ - 548年）- 東ローマ皇帝ユスティニアヌス1世の皇后。ニカの反乱で窮地に至った皇帝を励ます。
- マウリキウス（539年 - 602年） - 東ローマ皇帝（在位582年 - 602年）・帝国再建のため各地に総督府を設置・フォカスに暗殺される。
- ベリサリウス（505年 - 565年） - 東ローマ帝国の将軍・サーサーン朝やヴァンダル王国／東ゴート王国との戦いに勝利。
- ナルセス（478年 - 573年） - 東ローマ帝国の政治家・宦官・将軍。解任されたベリサリウスを継ぎイタリアの東ゴート王国を征服。
- カイサレイアのプロコピオス（生没年不詳） - 東ローマ帝国の歴史家。ユスティニアヌスの再征服に関する『戦史』『秘史』の著者。
- ヨルダネス（？ - 578年頃） - 東ローマ帝国の歴史家。『ゴート人の歴史』はゴートに関する最重要史料。
- トリボニアヌス（？ - 543年/545年） - 東ローマ帝国の法務官僚。『ローマ法大全』を編纂。
- アンティオキアのセウェロス（465年頃 - 538年） - アンティオキア総主教・非カルケドン派正教会を指導し合性論を構築する。
- エジプトのマリア（5世紀半ば？ - 522年・異説もある） - エジプトの聖女・淫蕩な生活から悔悛し高徳な修道士ゾシマに見いだされる
- ヤコボス・バラダイオス（500年頃？ - 578年） - 東ローマ帝国のエデッサ主教・合性論のシリア正教会（ヤコブ派）をシリアで組織する。
- ダマスキオス（458年頃 - 538年以降） - アテネのアカデメイア学園最後の学頭。ユスティニアヌス帝の学園封鎖に立ち会う。
- ヨハネス・ピロポノス（490年 - 570年） - アレクサンドリアの哲学者・アリストテレスの注釈批判を行う・後年は神学者として『証人』を執筆
- トラレスのアンテミオス（474年 - 534年） - 東ローマ帝国の建築家・数学者・ハギア・ソフィア大聖堂を設計し建立する。
- ミレトスのイシドロス（生没年不詳） - 東ローマ帝国の建築家・数学者・トラレスのアンテミオスと協力しハギア・ソフィア大聖堂を建立。
- カエサレアのプリスキアヌス（生没年不詳） - 東ローマ帝国で活躍した北アフリカ出身のラテン文法学者・『文法学教程』は後世に影響。
- コスマス・インディコプレウステース（生没年不詳） - エジプト出身の商人・修道士・インド洋貿易にまつわる『キリスト教地誌』を残す。

### 西アジア
- マズダク（？ - 524年/528年） - サーサーン朝の宗教家・マズダク教の開祖・カワードに庇護されるがホスロー1世に弾圧される。
- ホスロー1世（？ - 579年） - サーサーン朝ペルシア帝国のシャー（在位531年 - 579年）・中央アジアや東ローマへの対外遠征を行う。
- アンタラ・イブン・シャッダード（英語版）（525年 - 608年） - ジャーヒリーヤ時代のアラビアの英雄・詩人としても有名で『アンタラ物語』のモデル。

### 中央アジア
- ミヒラクラ（英語版）（？ - 533年以降） - エフタルの王（在位512年 - 528年頃）・大規模な仏教弾圧を実施。
- 伊利可汗（？ - 552年） - 突厥の可汗（カガン）（在位552年）・柔然から独立・西魏に遣使し長楽公主と婚姻する
- 木汗可汗（？ - 572年） - 突厥の可汗（カガン）（在位553年 - 572年）・柔然を滅ぼしエフタルを攻略して突厥に最盛期をもたらす。
- バヤン（？ - 602年） - アヴァールの王（カガン）（在位562年 - 602年）・ドナウ川を渡りゲピド王国を倒しアヴァール王国を建国。

### 南アジア
- アリヤバータ（476年 - 550年頃） - インドのグプタ朝の数学者・天文学者・著作『アーリヤバティーヤ』では円周率の近似値などに言及。
- ディグナーガ（陳那）（480年頃 - 540年頃） - インド仏教の有相唯識派の学僧・「因明学」と呼ばれる仏教論理学を確立した。
- プラケーシン1世（？ - 566年） - インド・デカン高原の前期チャールキヤ朝の初代君主（在位543年頃 - 566年）。
- バーヴァヴィヴェーカ（清弁）（490年頃 - 570年頃） - インド仏教の中観派の学僧・空の思想を積極的に論証する（自立論証派）。
- ダンディン（6 - 7世紀） - インドの文人・小説『ダシャクマーラチャリタ（十王子物語）』や詩論『カーヴィヤーダルシャ（詩作の鏡）』がある。

### 東アジア

#### 南朝
- 蕭衍（464年 - 549年） - 南朝梁の初代皇帝（武帝）（在位502年 - 549年）・仏教保護政策により「皇帝菩薩」と称される。
- 達磨（ボーディダルマ）（？ - 528年頃？） - インド出身の僧侶で禅宗の開祖。梁の武帝と交流があったか。
- 朱异（483年 - 549年） - 南朝の梁の政治家・東魏から亡命した将軍侯景を受け入れ反乱を誘発させた。
- 侯景（503年 - 552年） - 北朝東魏から南朝梁へ降った軍人・侯景の乱を起こし建康を占領・梁の武帝を餓死させる。
- 宝誌（418年 - 514年） - 南朝宋から梁の僧侶・神異や予言で知られ「野馬台詩」の作者に擬せられる。
- 陶弘景（456年 - 536年） - 南朝梁の医学者・科学者・梁の武帝の信任が厚く「山中宰相」とも呼ばれる。著作に『真誥』など。
- 劉勰（466年？ - 532年） - 南朝梁の文学評論家。中国で最初の体系的な文芸理論書『文心雕竜』を著す。
- 周興嗣（470年？ - 521年） - 南朝斉から梁の官僚・文章家・初学者の漢字習得用テキスト『千字文』の撰者。
- 慧皎（497年 - 554年） - 南朝梁の僧侶・後漢から梁までの中国僧の事跡を集めた『高僧伝』の撰者。
- 真諦（499年 - 569年） - インド出身の訳経僧・四大訳経家の一人・梁から陳の時代に『摂大乗論』『倶舎論』を翻訳。
- 蕭統（昭明太子）（501年 - 531年） - 南朝梁の武帝の皇太子・文章家・詩文のアンソロジー『文選』の撰者。
- 王僧弁（？ - 555年） - 南朝梁の将軍・侯景の反乱を鎮圧し元帝を擁立・江陵失陥後は陳霸先と対立し敗死する。
- 陳霸先（503年 - 559年） - 南朝陳の初代皇帝（武帝）（在位557年 - 559年）。王僧弁の残党の反乱に苦慮する。
- 徐陵（507年 - 583年） - 南朝梁から陳の文学者・政治家・梁の太子蕭綱（後の簡文帝）の命で『玉台新詠』を編纂。

#### 北朝
- 鄭道昭（? - 516年） - 北朝北魏の官僚・書家・六朝楷書の代表作である「鄭文公碑」が残る。
- 宋雲（活躍時期518年 - 522年） - 北朝北魏の官僚（僧官か）・西域からインドに赴き経典を求めた・『宋雲行記』が残る。
- 酈道元（469年 - 527年） - 北朝北魏の官人・地理学者として『水経注』をまとめる。
- 曇鸞（476年 - 542年） - 北朝北魏の僧侶・中国浄土教の祖・道綽や善導さらに法然や親鸞に影響・著作に『浄土論註』がある。
- 爾朱栄（493年 - 530年） - 北朝北魏の軍人・河陰の変で霊太后を倒し六鎮の乱を鎮圧して北魏の全権を掌握。
- 高歓（496年 - 547年） - 北朝北魏の政治家・孝静帝を擁立し鄴に東魏政権を立てる・子孫は北斉の皇帝となる。
- 宇文泰（505年 - 556年） - 北朝北魏の政治家・孝武帝を擁立し長安に西魏政権を立てる・子孫は北周の皇帝となる。
- 賈思勰（活躍時期532年頃 - 549年頃） - 北朝北魏の官僚・中国最古の総合的農書『斉民要術』をまとめる。
- 楊衒之（生没年不詳） - 北朝北魏末から東魏の人・洛陽の仏寺の繁栄を記録した『洛陽伽藍記』の撰者。
- 斛律光（515年 - 572年） - 北斉の将軍・宰相・高長恭とともに北斉を支えるが後主によって粛清される・「落鳥都督」と呼ばれる
- 高長恭（541年 - 573年） - 北斉の皇族（蘭陵王）・武勲がありながら「音容兼美」と称され雅楽「蘭陵王」のモデルとなる。
- 宇文邕（武帝）（543年 - 578年） - 北周の皇帝（在位560年 - 578年）・北斉を滅ぼし北中国を統一・周武の法難（廃仏）を実施。
- 衛元嵩（生没年不詳） - 北周の廃仏論者・もとは予言をする風狂の僧として知られ後に還俗・北周武帝の廃仏に影響を与える。

#### 隋
- 顔之推（531年 - 591年以降） - 南北朝時代から隋の学者・著書に『顔氏家訓』がある。孫は唐に仕えた顔師古。
- 智顗（538年 - 597年） - 南北朝時代から隋の僧侶・天台宗の第三祖（事実上の開祖）・智者大師・著書に『摩訶止観』がある。
- 信行（540年 - 594年） - 北斉から隋の僧侶・三階教の開祖・長安真寂寺（化度寺）に招かれるが死後に宗派は弾圧される。
- 楊堅（文帝）（541年 - 604年） - 隋の初代皇帝（在位581年 - 604年）・陳を滅ぼし南北朝を統一・その治世が「開皇の治」。

#### 朝鮮
- 武寧王（462年 - 523年） - 百済の第25代国王（在位502年 - 523年）・宋山里古墳群の武寧王陵からは墓誌や副葬品が発見される。
- 聖王（聖明王）（？ - 554年） - 百済の第26代国王（在位523年 - 554年）・日本に仏教を伝える（仏教公伝）・新羅との戦いで戦死。

#### 日本
- 継体天皇（450年？ - 531年） - 第26代天皇（在位507年 - 531年）。
- 筑紫君磐井（？ - 528年？） - 古墳時代末の九州北部の豪族・磐井の乱を起こす。
- 物部麁鹿火（？ - 536年) - 古墳時代の豪族・継体天皇の擁立に貢献・磐井の乱を鎮圧。
- 大伴金村（生没年不詳）- 古墳時代末の豪族・大連・朝鮮半島での任那滅亡に伴い失脚。
- 欽明天皇（509年 - 571年） - 第29代天皇（在位539年 - 571年）・この時代に仏教公伝。
- 物部守屋（？ - 587年） - 飛鳥時代の豪族・大連・崇仏論争で排仏を唱え丁未の乱で滅ぼされる。
- 蘇我馬子（551年？ - 626年） - 飛鳥時代の豪族・大臣（嶋大臣）・崇仏論争で崇仏を唱え丁未の乱に勝利。
- 司馬達等（生没年不詳） - 飛鳥時代の渡来人・娘に日本最初の出家者善信尼、孫に仏師鞍作止利がいる。
- 推古天皇（554年 - 628年） - 第33代天皇（在位592年 - 628年）・日本最初の女帝。
- 聖徳太子（厩戸皇子）（574年 - 622年） - 推古天皇の摂政・用明天皇の皇子。